# Демаков, Алексей Сергеевич
Алексе́й Серге́евич Демако́в (род. 21 ноября 1984, Кирово-Чепецк, Кировская область) — российский хоккеист, выступавший за клубы главной хоккейной лиги Казахстана. Чемпион Зимней Универсиады 2009 года. Мастер спорта России международного класса.

## Биография
Родился 21 ноября 1984 года в Кирово-Чепецке. Воспитанник ДЮСШ местного клуба «Олимпия» (первый тренер С. Ю. Лихачёв), в котором и начал свою игровую карьеру, и где выступал до сезона 2007/2008, когда перешёл в пермский клуб «Молот-Прикамье».
В сезоне 2008/2009 выступал за лениногорский «Нефтяник», а на этапе плей-офф — за кирово-чепецкую «Олимпию». В 2009 году в составе студенческой сборной России стал победителем проходившей в Харбине (Китай) XXIV-й зимней Универсиады.
В 2009—2013 годах выступал за клубы Казахской хоккейной лиги — сатпаевский «Казахмыс», рудненский «Горняк», «Арлан» из Кокшетау.
Завершил игровую карьеру в сезоне 2012/2013, выступая за глазовский «Прогресс». Тренер МХК «Олимпия».

## Достижения
- Чемпион XXIV-й Зимней Универсиады (2009).